# Dalyan
Dalyan – mała wioska rybacka położona na wschodnim brzegu rzeki Dalyan w Turcji, ok. 67 km od Fethiye, ok. 90 km od Marmaris, ok. 30 km od międzynarodowego portu lotniczego w Dalamanie. Miejscowość Dalyan to zaledwie 4000 mieszkańców, lecz w sezonie turystycznym liczba ta zwiększa się kilkunastokrotnie dzięki przybywającym tu turystom.

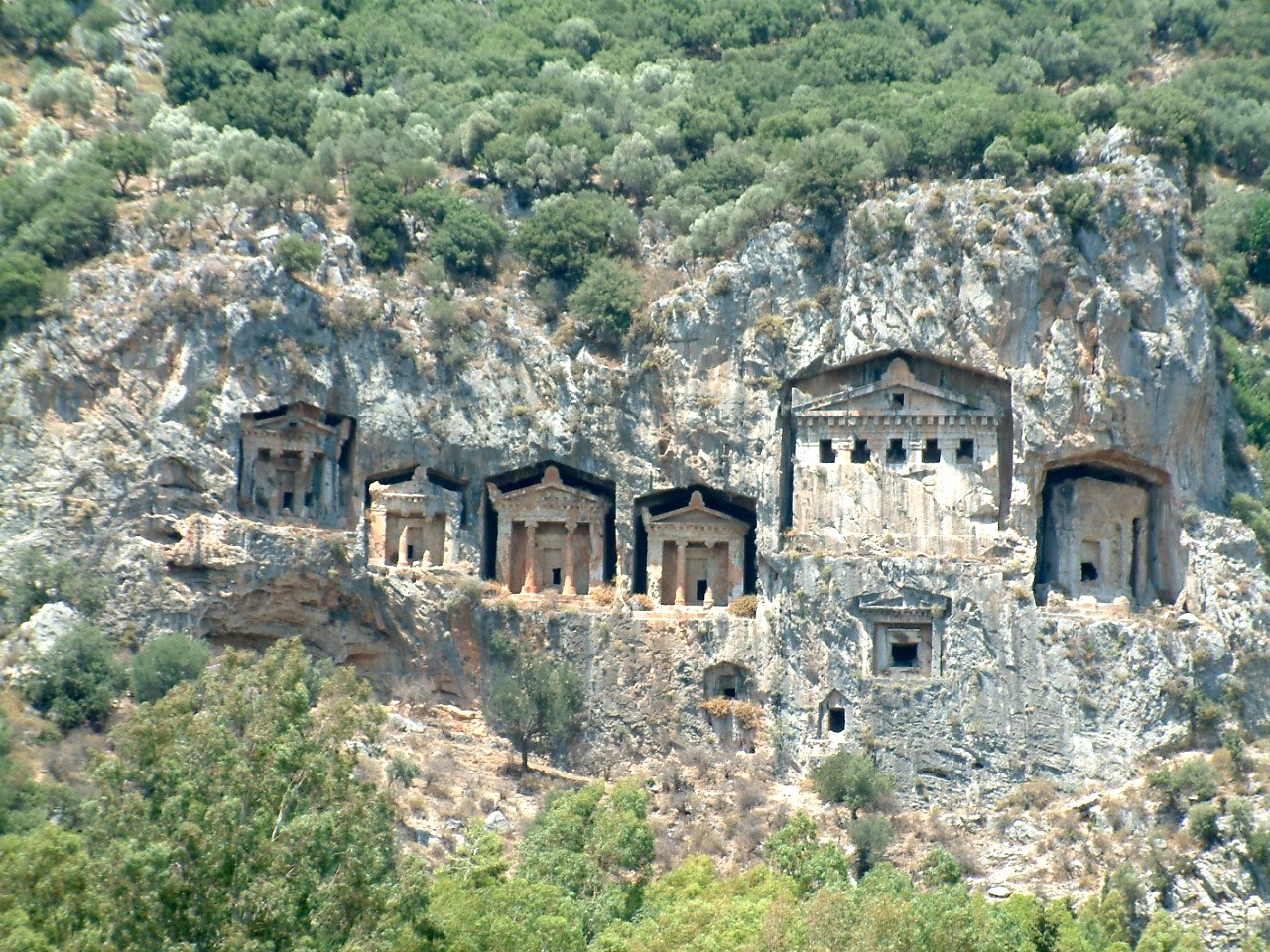
Kaunos – wykute w skale grobowce likijskie

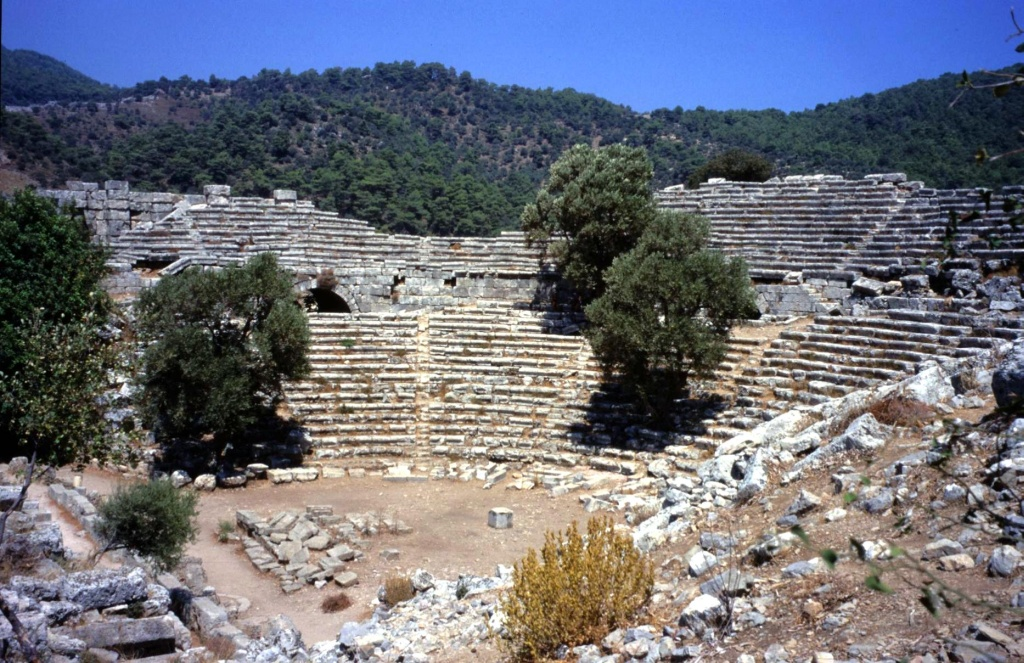
Antyczny teatr w Kaunos

W okolicach Dalyanu można natknąć się na wiele starożytnych pamiątek, jak np. grobowce likijskie w Kaunos wkomponowane w urwiste skały, mury akropolu, rzymska fontanna, dobrze zachowany teatr z II w. p.n.e. dla 1500 widzów, ruiny czterech świątyń z czasów greckich i rzymskich, rzymskie łaźnie czy bazylika bizantyjska z V-VIII w. Największą atrakcją tego regionu jest jednak to, że jest to strefa ekologiczna, idealna dla osób chcących zaznać prawdziwego spokoju na łonie przyrody, w najbardziej "zielonym" miejscu Turcji. Rejon otoczony granicami Parku Krajobrazowego, chroniony od 1988 r., obejmuje swoim zasięgiem jezioro Köyceğiz, łączącą go z Morzem Śródziemnym rzekę Dalyan, oraz plażę İztuzu, na której składają jaja żółwie morskie karetta. Całość otoczona jest pasmem górskim, porośniętym lasami piniowymi. Prócz robiących olbrzymie wrażenie żółwi, w okolicy mona podziwiać ponad 150 gatunków ptaków i motyli. Niezwykła dbałość o zachowanie ekosystemu, sprawia, że zabroniono tutaj budowania wszelkich obiektów przy samej plaży, wszystkie hotele znajdują się w okolicy miasta, ok. 10–12 km od morza, a transfer na plażę odbywa się najczęściej łodziami.
Z Dalyanu do plaży İztuzu można dopłynąć rzeką, która wije się wśród labiryntu setek wysepek, otoczona bujną roślinnością, a delta rzeki widziana z góry tworzy niesamowity, zapierający dech w piersiach krajobraz. Plaża İztuzu ma ok. 6 km długości i z jednej strony oblana jest ciepłymi wodami Morza Śródziemnego, z drugiej strony dużo chłodniejszymi wodami rzeki Dalyan. Jednym z ważniejszych punktów programu każdej wycieczki do Dalyanu są kąpiele błotne w pobliżu jeziora Köyceğiz. Kąpiele te oczyszczają skórę, upiększają oraz leczą niektóre choroby. Polecane są również kąpiele termalne w tutejszych wodach, które osiągają temperaturę 40 stopni Celsjusza i zawierają wiele składników mineralnych, które pomagają w leczeniach takich chorób jak reumatyzm, choroby skóry, choroby układu nerwowego i trawiennego, chorób wątroby, śledziony i jelit. Miejsce to znane jest na całym świecie i gośćmi tu byli sławni ludzie, jak choćby aktor Dustin Hoffman, czy piosenkarz Sting.